# Miklós I Garai
Miklós I Garai, Mikołaj z Gary (zm. 1386) – nadżupan Baranya w 1355 r., żupan Macsó w l. 1359–1375, palatyn węgierski 1375–1386, nadżupan Pozsony w l. 1376–1377. Syn Andrzeja z Gary i nieznanej z imienia córki László Nevnaia.
Zginął w walce broniąc królowej wdowy Elżbiety Bośniaczki i jej córki królowej Marii przed Chorwatami, w pobliżu Gary w roku 1386.
Jego dziećmi byli:
- János (zm. przed 1428) - nadżupan Temeszu w l. 1402–1417, żupan Ozory i nadżupan Požegi w l. 1411–1417, mąż Jadwigi mazowieckiej, córki Siemowita IV, księcia płockiego.
- Miklós II Garai (zm. przed 17 stycznia 1434) - żupan Macsó w l. 1386–1390, ban Chorwacji, Slawonii i Dalmacji w l. 1394–1402, palatyn węgierski 1402–1433.
- Ilona - żona Miklósa Széchy z Fesõlendva, nadżupana Zaly, Vas i Soprom
- Dorota - żona Miklósa Frangipane, bana Chorwacji i Dalmacji